# Alex Luna
Alex Luna (Rafaela, 31 marzo 2004) è un calciatore argentino, centrocampista dell'Instituto (C) in prestito dall' Atlético Rafaela.

## Carriera

### Club
Luna è un prodotto del settore giovanile dell'Atlético Rafaela, club della sua città natale. A soli 16 anni ha debuttato in prima squadra, il 7 dicembre 2020, nella vittoria per 3-2 contro il Tigre, dove ha fornito un assist e mostrato una buona prestazione.
È stato accostato a squadre europee blasonate, come Barcellona e Manchester City.
Nel 2024 si è trasferito in prestito all'Independiente.

### Nazionale
Ha giocato nella nazionale argentina Under-20.